# Jonathan Rougier
Jonathan Felipe Rougier (ur. 29 października 1987 w Villa Elisa) – argentyński piłkarz z obywatelstwem honduraskim występujący na pozycji bramkarza, od 2017 roku zawodnik honduraskiej Motagui.
W sierpniu 2021 otrzymał obywatelstwo Hondurasu.